# Јосиф Орбели
Јосиф Орбели (Кутаиси, 20. март ( ОС 8. март) 1887 — Лењинград, 2. фебруар 1961.) био је совјетско - јерменски оријенталиста, јавна личност и академик који се специјализовао за средњовековну историју Закавказја и управљао Музејом Ермитаж у Лењинграду од 1934. до 1951. године. Био је оснивач и први председник Јерменске националне академије наука (1943–47).

## Биографија

### Рани живот и образовање
Рођен у породици Орбели у Кутаисију,  1887. године, Орбели је завршио средње образовање у класичној гимназији у Тбилисију. Године 1904. примљен је на Универзитет у Санкт Петербургу. Студирао је историју и филологију (са посебним нагласком на латинском и грчком) и дипломирао на универзитету 1911. године.
Током студентских година, Орбели је пратио свог професора Николаја Мара у руску Јерменију, где је учествовао у ископавањима рушевина средњовековне јерменске престонице Анија. Мар је подстакао свог ученика да се потпуно урони у области археологије, књижевности, литографије и лингвистике; у супротном би се, сматра Мар, нашао неспреман у својим истраживањима и студијама.

## Археолошке студије
Након дипломирања, Орбели је поново отишао у Јерменију. Постао је директор музеја на лицу места који је основан у Ани и, током Маровог одсуства, често је сам руководио ископавањима. Такође је путовао у Нагорно-Карабах (тачније, у историјски регион Кнежевине Хачен ), прикупљајући и категоришући литографски материјал. Орбели је такође успео да отпутује у Западну Јерменију, где је могао да проучава јерменске, селџучке и урартске споменике и спроводи истраживања јерменских и курдских дијалеката.
Постепено, Орбели је постајао водећи ауторитет за јерменске антиквитете у свету. Године 1912. постао је члан Царског руског археолошког друштва, а 1914. је почео да предаје јерменске и курдске студије на Универзитету у Санкт Петербургу. Године 1916. учествовао је у руској археолошкој експедицији око области језера Ван ; управо овде је открио натпис који се приписује Урартском краљу Сардури II.
Наставио је рад на Универзитету у Санкт Петербургу; 1917. постављен је за доцента јерменско-грузинских студија, али је повремено предавао и на московском Институту за оријенталне језике Лазарев.

## Академски рад
У годинама које су претходиле Руској револуцији, Орбели је објавио низ књига, укључујући каталог артефаката пронађених у Ани и низ студија које се баве класичном филологијом, јерменском историјом, археологијом и уметношћу. Ово је довело до његовог именовања у Музеј Ермитаж у јулу 1934. којим ће управљати кроз тешкоће чистки Јосифа Стаљина.
У децембру 1941. године, најсмртоноснијем месецу опсаде Лењинграда, Орбели је водио фестивал посвећен Али-Шир Наваију, средњовековном турском песнику и филозофу. Орбели је значајно побољшао музејски фонд оријенталне уметности, чинећи га једним од најбољих музеја оријенталне уметности у свету. Ништа мање важна није била Орбелијева улога као шефа националне школе кавказа. Орбели је истакао значај лингвистичких студија за правилно разумевање историјских процеса.
Године 1934, као члан совјетске делегације, отишао је у Иран на прославу миленијума у Фердоусија и посетио градове Техеран и Мешхад. Годину дана касније организовао је 3. међународни конгрес иранске уметности и археологије у Музеју Ермитаж и пратећу изложбу у њему. Други спиритус мовенс конгреса био је Артур Апхам Поп.
У периоду 1955–60, руководио је Факултетом за оријенталистику преименованог Лењинградског универзитета.

## Смрт
Сахрањен је на Богословском гробљу у Лењинграду. У филму Руска барка представљен је као директор Ермитажа.

## Галерија
- Орбели на совјетској марки из 1987
- Јосиф Орбели на јерменској марки, 2012

## Даља литература
- Yuzbashyan, K. N. (1964). Академик Иосиф Абгарович Орбели [Academician Hovsep Abgari Orbeli] (на језику: руски). Moscow: Nauka.